# Гробница Γ (Лете)
Гробницата Г (на гръцки: Τάφος Γ) е древномакедонско погребално съоръжение, разположено в некропола на античния град Лете, в местността Дервент (Дервени) днес в Северна Гърция.

## Описание
Гробницата е открита в 1962 година. Представлява еднокамерна македонска гробница с педименталнафаада. Изградена е от блокове порест варовик. Отворът на гробницата е бил запечатана с големи блокове пясъчник. Крилата на врататаса открити счупени на пода в камерата. Покрай северната стена на камерата има изградено ложе от измазани в червено каменни блокове, на което има червенофигурно пелике, в което вероятно са били остатъците от кремацията. Гробницата е ограбвана поне четири пъти. Останките на мъж са открити в могилата. В камерата са открити два скелета. Погребалните дарове включват ойнохое, скифос без дръжки, плато за риба и други.